# 239 (numero)
Duecentotrentanove (239) è il numero naturale dopo il 238 e prima del 240.

## Proprietà matematiche
- È un numero dispari.
- È un numero difettivo.
- È un numero primo.
  - È un numero primo gemello con 241.
  - È un numero primo di Chen.
  - È un numero primo di Sophie Germain, dato che 239·2+1=479, che è ancora un numero primo.
  - È un numero primo di Eisenstein con parte immaginaria nulla.
  - È un numero primo troncabile a destra.
  - È il terzo numero primo di Newman-Shanks-Williams.
- È l'unico numero naturale, assieme a 23, a non poter essere espresso come somma di al massimo otto cubi. Inoltre, richiede 4 termini per essere espresso come somma di quadrati e 19 per essere scritto come somma di quarte potenze: il massimo per entrambi i casi.
- Se un intero n è maggiore di 239, il più grande fattore primo di n²+1 è maggiore o uguale a 17.
- È un numero odioso.
- π/4 = 4 arctan(1/5) − arctan(1/239).
- È parte della terna pitagorica (239, 28560, 28561).
- È un numero felice.
- È un numero congruente.

## Astronomia
- 239P/LINEAR è una cometa periodica del sistema solare.
- 239 Adrastea è un asteroide della fascia principale del sistema solare.
- NGC 239 è una galassia spirale della costellazione della Balena.

## Astronautica
- Cosmos 239 è un satellite artificiale russo.

## Altri ambiti
- L'additivo alimentare E239 è il conservante esametilentetrammina.
- +239 è il prefisso telefonico internazionale di São Tomé e Príncipe.
- È la massa, espressa in UMA, del nuclide plutonio 239, l'isotopo del plutonio più comunemente usato.
- Una concentrazione di colesterolo LDL nel sangue maggiore di 239 mg/dl è considerata un valore alto.
- La Serenata notturna n. 6 (K239) di Mozart è l'unica ad essere stata scritta per due orchestre.